# Jakarta Challenger (1988)
Il Jakarta Challenger (1988), noto come Nugra Santana Challenger per motivi di sponsorizzazione, è stato un torneo professionistico maschile di tennis giocato su campi in cemento. Faceva parte dell'ATP Challenger Series. Si è giocata la sola edizione del 1988 a Giacarta, in Indonesia. L'anno successivo avrebbe avuto inizio nella capitale indonesiana l'omonimo Jakarta Challenger.

## Albo d'oro

### Singolare
| Anno | Campione   | Finalista | Punteggio     |
| ---- | ---------- | --------- | ------------- |
| 1988 | Shane Barr | Steve Guy | 1–6, 7–5, 6–3 |

### Doppio
| Anno | Campioni               | Finalisti                | Punteggio |
| ---- | ---------------------- | ------------------------ | --------- |
| 1988 | Tim Pawsat Brad Pearce | Steve DeVries John Sobel | 6–3, 6–3  |